# Ella Flagg Young
Pour les articles homonymes, voir Young.
Ella Flagg Young, née Ella Flagg le 15 janvier 1845 à Buffalo dans l'État de New York et morte le 26 octobre 1918 à Washington (district de Columbia), est une enseignante, une pédagogue et une haute fonctionnaire américaine qui, en tant que directrice de la Chicago Public Schools (Commission de l'enseignement de la ville de Chicago) est la première femme à être nommée à ce poste dans une ville importante des États-Unis.
En 1910, elle devient présidente de la National Education Association, première organisation syndicale du personnel scolaire aux États-Unis, qu'elle réforme en profondeur.
Élève de John Dewey  qu'elle a profondément influencé par la suite, Ella Flagg Young laisse une forte empreinte sur la pédagogie scolaire aux États-Unis, en s'opposant aux tentatives de centralisation administrative et en prônant la liberté pédagogique et l'individualisation des méthodes par les enseignants en fonction des élèves.
Elle a par ailleurs milité avec succès pour un alignement des conditions de formation et d'exercice des directrices d'école sur celles de leurs homologues masculins.

## Biographie

### Jeunesse et formation
Ella Flagg est la benjamine et la seconde fille des trois enfants de Theodore Flagg, un ouvrier métallurgiste, et de Jane Reed Flagg. Tous les deux sont d'ascendance écossaise et des presbytériens libéraux,,,.
Sa mère estimant qu'elle est de constitution trop fragile pour aller à l'école, elle reste chez elle jusqu'à l'âge de dix ans et apprend seule à lire et à écrire. Elle partage avec son père de longues promenades dans la nature, et observe son travail dans son atelier de forge. Comme lui, elle est très douée en mécanique et en mathématiques. Ses parents l'encouragent à développer une pensée libre et tolérante. Son père, bien que presbytérien, refuse le dogme de la prédestination calviniste. Sa mère, quant à elle, lui apprend que les règles religieuses doivent être appliquées avec souplesse pour permettre de choisir librement ses lectures, d’assister à des pièces de théâtre, de danser et de se divertir,,,.
C'est dans cet esprit de liberté de pensée affranchi de tout dogmatisme que grandit Ella Flagg,,,,,,,,.

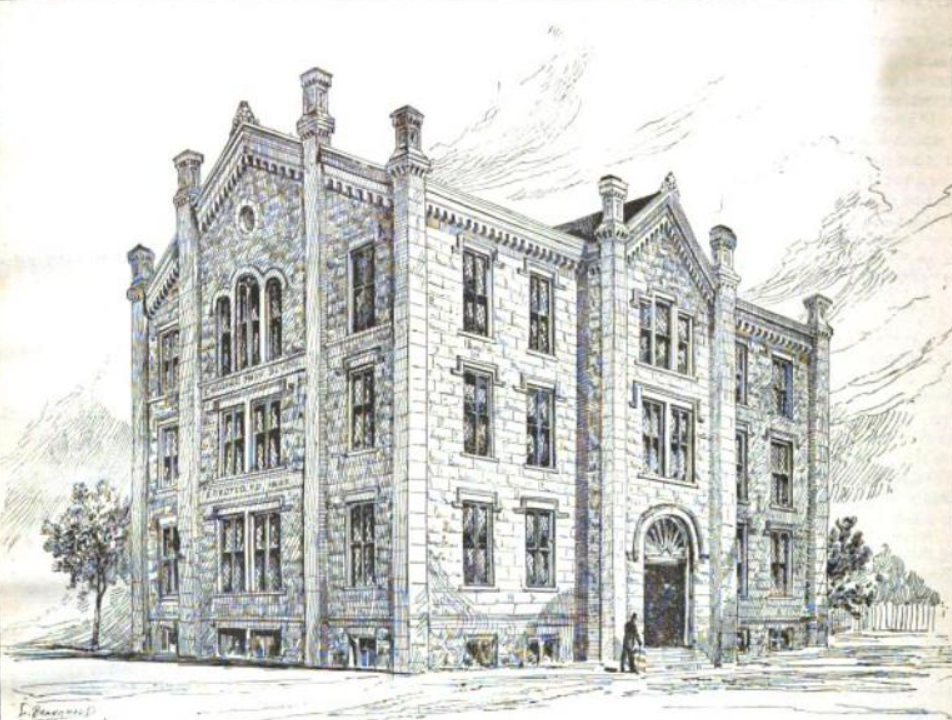
Chicago High School.

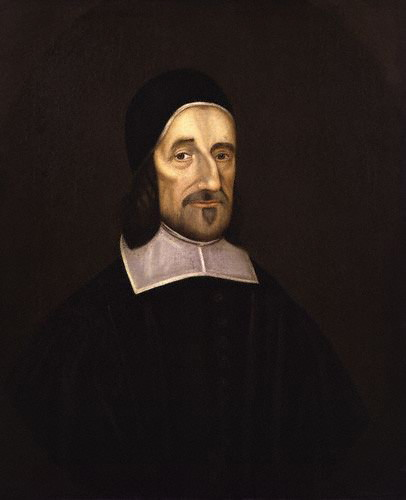
Richard Baxter.

En 1858, en raison de l'instabilité économique que la famille connaît à Buffalo, Theodore Flagg trouve un nouvel emploi à Chicago où il déménage. Là, Ella Flagg achève ses études primaires au sein d'une grammar school, puis elle poursuit ses études secondaires à la Chicago High School (en),,.
Durant son adolescence, Ella Flagg est une grande lectrice. Elle est notamment marquée par la lecture du traité A Call to the Unconverted du théologien Richard Baxter qui, bien que calviniste, rejetait la prédestination et le dogmatisme la confortant ainsi dans les convictions transmises par ses parents. Elle achève ses études secondaires en 1860 et se fait remarquer pour ses performances en mathématiques et en sciences,,.
Âgée de 15 ans, désirant faire des études pour devenir enseignante, elle pose sa candidature à la Chicago Normal School, faculté de l'université d'État de Chicago qui l'accepte malgré son jeune âge. Ella Flagg y est confrontée à la rigidité des programmes scolaires et de l'enseignement, ce qui l'amène à réfléchir à des méthodes pédagogiques plus optimales. Elle obtient son diplôme en 1862, alors qu'elle âgée de 17 ans,,,.

### Carrière

#### Direction de l'école d'application de la Chicago Normal School
En 1862, Ella Flagg devient enseignante à une école primaire de garçons de Chicago la Chicago Foster School, connue pour ses élèves turbulents,.
Très rapidement, elle montre des aptitudes à la pédagogie et en 1863, elle est nommée directrice pédagogique de la Brown School de Chicago, où elle double sa rémunération qui se monte alors à un salaire moyen de 500 $ . Ses capacités d'enseignante et sa vivacité d'esprit sont vite reconnues. Aussi, en 1864, est-elle nommée assistante du département grammaire de la Chicago Normal School, puis au poste de principale de son école d'application en 1865,,,,.
En 1874, Ella Flagg est appelée par la Chicago Normal School en tant que professeure de mathématiques.

#### Morrill Land-Grant Acts

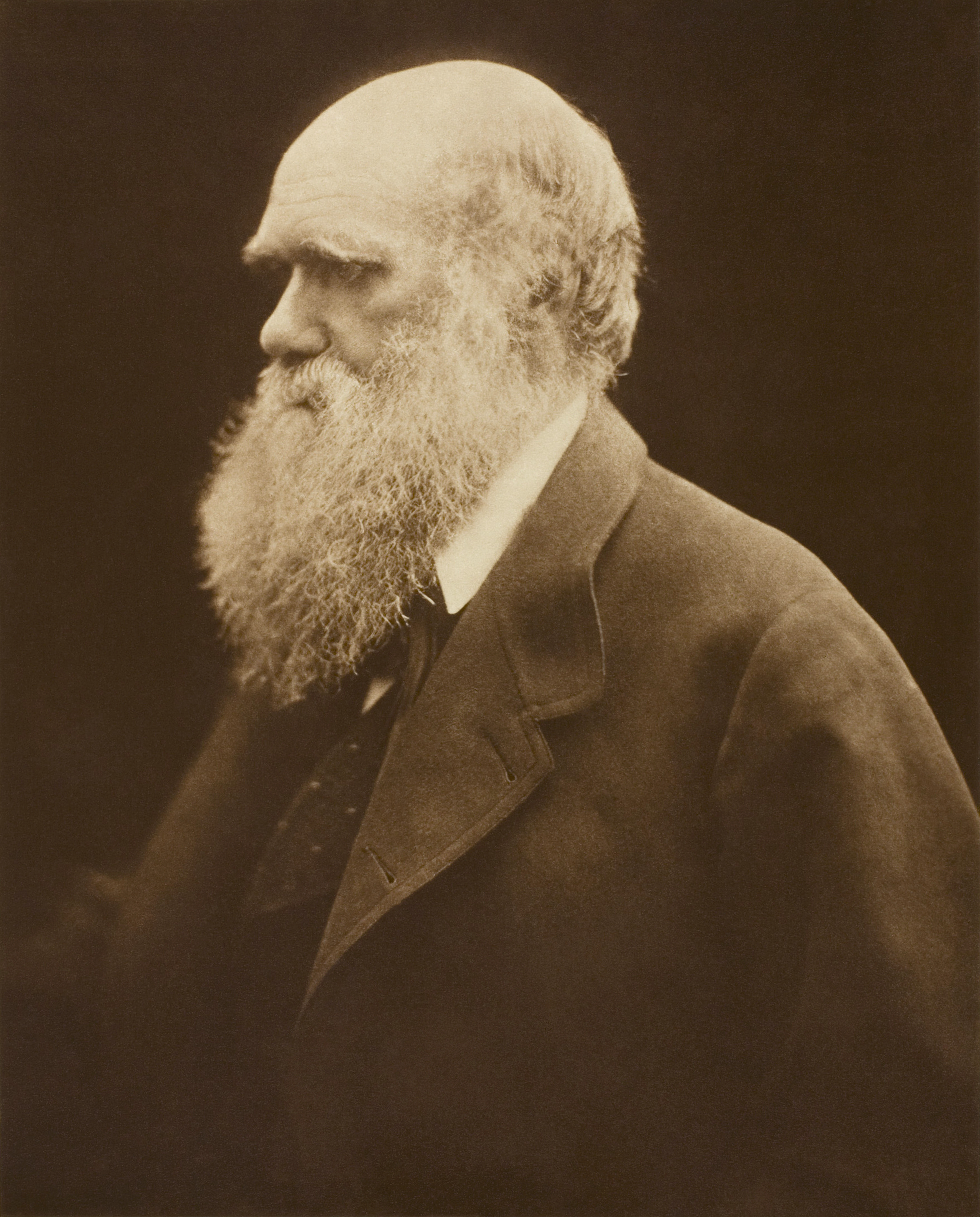
Photographie de Charles Darwin prise par Julia Margaret Cameron en 1868.

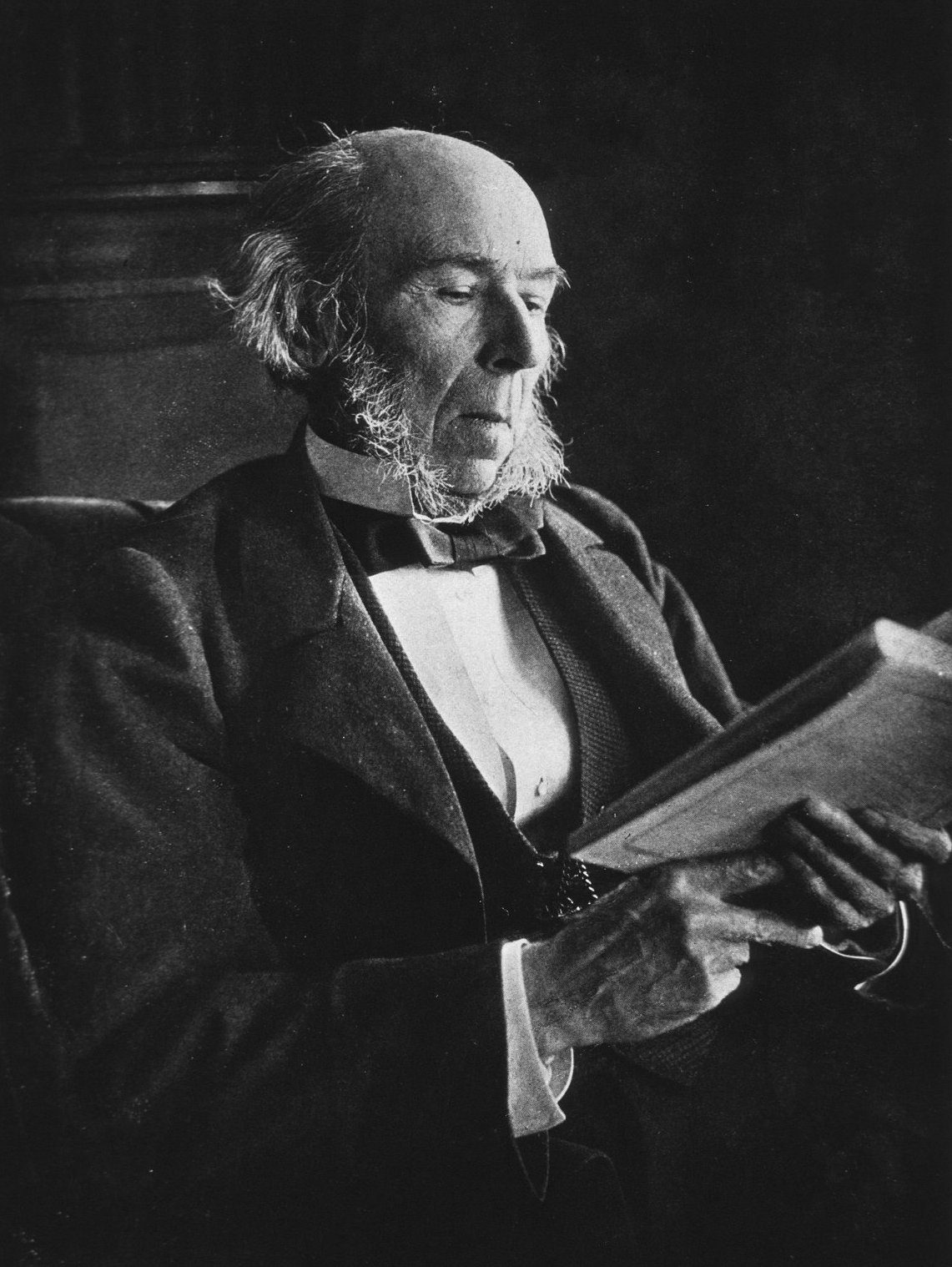
Herbert Spencer.

En 1862, le Congrès des États-Unis promulgue le Morrill Land-Grant Acts, qui favorise l'implantation d'établissements techniques et agricoles sur l'ensemble du territoire des États-Unis. Cette loi conforte les convictions d'Ella Flagg quant à la nécessité de former les élèves aux réalités économiques, industrielles et agricoles, matières qui lui semblent indispensables à un processus de démocratisation de l'enseignement tout en répondant aux besoins de la société américaine en plein essor industriel. Sur ce sujet, ses convictions sont étayées par son adhésion au darwinisme qu’elle vient de découvrir par la lecture de L'Origine des espèces de Darwin, et celle du traité De l'éducation intellectuelle, morale et physique de Herbert Spencer.

#### Mariage éphémère et deuils successifs
En 1868, Ella Flagg épouse William Young, un négociant de Chicago, devenant ainsi Ella Flagg Young, Le couple n'a pas d'enfant, et  William Young de santé fragile meurt en 1869. En 1868, année de son mariage, elle apprend le décès de son frère, Cinq ans plus tard son père et sa sœur décèdent également, Cette succession de morts  fait dire à Ella Flagg Young « à partir de maintenant, les enfants de Chicago seront ma famille adoptive »,.

#### Direction d'établissements scolaires (1876-1889)
En 1876, Ella Flagg Young démissionne de la fonction de principale de l'école d'application de la Chicago Normal School, car le bureau exécutif s'oppose à toute réforme qui pourrait modifier le fonctionnement des établissements scolaires.
En 1876, Ella Flagg Young est choisie pour devenir la principale de l’école primaire la Scammon School, poste qu'elle occupe pendant trois ans. En 1879, elle est recrutée pour devenir la principale de la Skinner School de Chicago. Cette école est située dans un quartier cosmopolite où vit une forte minorité de migrants venus d'Italie, les enfants, hors de contrôle de leurs parents, ne respectent rien. En regard de ce contexte, Ella Flagg Young s'y prend à deux fois avant d'accepter le poste. Très rapidement, elle s’intègre dans la vie communautaire du quartier. Sous sa direction, les châtiments corporels sont interdits, elle laisse une grande marge de manœuvre aux enseignants car selon elle « personne ne peut travailler dans le harnais d'un autre » , elle entretient des relations continues avec les parents d'élèves, supprime les devoirs à la maison, considérant que les devoirs doivent se faire sous la supervision d'un enseignant. Ella Flagg Young donne de nombreux livres pour fonder une des premières bibliothèques ouvertes aux enseignants. Tous les vendredis, elle invite chez elle ses enseignants pour échanger sur des thèmes de pédagogie,,.
Au sujet de sa direction de la Skinner School, le maire de Chicago, Carter Harrison, Sr. déclare « C'est l'institution sociale la plus performante de la ville ».
Très influente dans le milieu enseignant, grâce aux réunions informelles qu'elle tient chez elle puis au Conseil d'enseignants qu'elle crée dans son district, ainsi que par ses conférences pédagogiques, elle est élue en 1885 curatrice du fonds de pension de la profession tout juste créé par la ville de Chicago.

#### Mouvement d'égalisation des statuts hommes-femmes
Alors que la profession s'est fortement féminisée à l'occasion de la guerre, les principales, qui représentent la moitié des effectifs, accèdent à leur poste sans avoir à passer l'examen en vigueur pour les hommes. Ella Flagg Young met un point d'honneur à passer cet examen, où elle obtient les meilleures notes de la promotion. Le directeur de la Chicago Public Schools le rend alors obligatoire pour toutes les nouvelles directrices d'école.

#### Commission de l'éducation de l'État de l'Illinois (1889-1899)

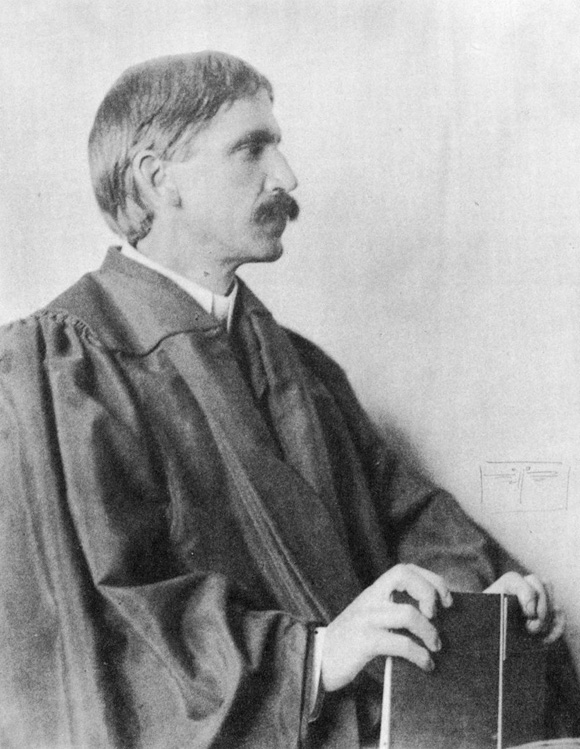
Portrait photographique de John Dewey réalisé par Eva Watson Schütze.

En 1889, le gouverneur de l'Illinois nomme Ella Flagg Young à l'Illinois State Board of Education (en). Cette nomination qui consacre ses compétences professionnelles la démarque du corps professoral[réf. nécessaire]. Sa forte personnalité fait que certains la surnomment « le meilleur homme du conseil ». Elle constate que les commissaires de l'enseignement sont tous titulaires d'un doctorat, aussi caresse-t-elle le projet de reprendre des études. Ce projet se précipite lorsque Elisha Benjamin Andrews (en), président de l'université Brown, veut imposer une centralisation et une standardisation des programmes scolaires, idées qui vont à l'encontre des convictions de Ella Flagg Young. Elle s'oppose aussi vigoureusement à une proposition faite en 1899 par la Commission Harper de payer les hommes plus que les femmes afin de pouvoir recruter de nouveaux candidats. Elle démissionne la même année,.

#### Reprise de ses études universitaires
Grâce à la prise en compte de ses années de direction d'établissements, elle rejoint le corps professoral de l'université de Chicago avec le grade d'Associate professor (maître de conférences) de pédagogie sous la direction de John Dewey,,. Elle y assure la direction pédagogique de l'école primaire expérimentale— the Laboratory School — que Dewey a monté pour appuyer les enseignements et recherches universitaires de son département, et apporte des réponses concrètes aux idées très théoriques et philosophiques de Dewey. Avec Alice Dewey, elle réorganise le fonctionnement de l'école laissée sans consignes par son époux qui redoutait de faire preuve d'autoritarisme, et clarifie les attentes de l'université, qui sont de tester les hypothèses et grands principes pédagogiques, avec toutefois une grande autonomie des enseignants dans leur application. Dewey est connu par ses théories de l'éducation issues du pragmatisme, théories de rupture qui postulent un enseignement tenant compte du comportement humain, et s'appuyant sur les capacités de chacun à résoudre les problèmes. Ella Flagg Young a déjà intégré dans son enseignement ces théories. Leurs échanges continus et féconds permettent à John Dewey d'améliorer ses réflexions théoriques. Ella Flagg Young élabore ses propres théorisations quant à l'éducation. Travaux qui aboutissent à sa thèse de doctorat titrée Scientific Method in Education, dans laquelle sont exposées ses expériences pour les formuler de façon scientifique, comment chaque élève a ses propres manières d'apprendre, de comprendre et de réaliser un devoir, un problème, puis enfin qu'une école qui se veut démocratique doit être inclusive, ouverte à tout élève désireux d'apprendre quels que soient ses besoins particuliers. Sa thèse est validée en 1900 et publiée en 1903,,,.
Auparavant, dans son essai Isolation in the School paru en 1901, Ella Flagg Young montre son aptitude à relier la pratique de l'enseignement aux concepts de John Dewey. Notamment l'importance de la motivation, du lien entre l’expérience et la connaissance, les traits de caractères et les comportements scolaires et autres thèmes. Isolation in the School peut être considéré comme un traité qui s'inscrit pleinement dans le courant pédagogique de John Dewey,,. Parmi le groupe d'universitaires incluant John Dewey qui rédigent des articles pour les Decennal Publications en 1903, elle est la seule à écrire directement sur le thème de l'éducation. Elle a une forte influence sur la pensée qu'il développe ensuite dans The School and Society.

#### Professeure d'université (1900-1904)
Ayant obtenu son doctorat, Ella Flagg Young change de statut, elle passe de professeure associée à celui de professeure titulaire de pédagogie. Les tensions montent entre les étudiants de John Dewey et les siens, ces derniers se prétendant meilleurs que les autres. Ella Flagg Young, à son corps défendant, se trouve dans un conflit entre des étudiants qui opposent son réalisme, son pragmatisme et sa défense de la liberté pédagogique des enseignants aux théories de laboratoire de John Dewey. D'autant qu'Ella Flagg Young a le soutien de la Chicago Teachers Federation, principal syndicat des enseignants de Chicago et de l'Illinois. Par ailleurs, John Dewey reconnait auprès de ses proches qu'il doit toutes ses dernières innovations à Ella Flagg Young et reconnait également qu'il se tient à distance aussi bien du travail des enseignantes que des réalités sociales et économiques susceptibles de conduire à des mouvements de changements. Quoi qu'il en soit, comme le spécifient les professeures Ellen Condliffe Lagemann, Jackie M. Blount et Shanti Elliott, Ella Flagg Young est avant toutes choses la première défenseure des enseignants et de leur liberté pédagogique, ce qui la démarque de John Dewey,,,,,.
En 1904, des personnalités européennes intéressées par ses travaux, lui financent le voyage pour l'Europe. Quand Ella Flagg Young s'embarque, elle laisse le soin à John Dewey de trouver une solution à un problème qu'il a créé[Lequel ?],,.

#### Direction de la Chicago Normal School (1905-1909)

##### Rénovation pédagogique
Dès son retour aux États-Unis en avril 1905, Ella Flagg Young est courtisée pour prendre la direction de la Chicago Normal School, poste qu'elle accepte. Elle commence le dépoussiérage de l'école marquée par vingt-cinq ans de dogmatisme. Son administration veille à ce que soient diffusées « Les méthodes scientifiques appliquées à l'art de l'enseignement » auprès des établissements scolaires. Méthodes qu'elle a reçues de John Dewey. Elle restructure les services de l'école pour qu'ils travaillent en concertation et non plus chacun dans leur coin. En octobre 1906, elle fonde le journal bimensuel gratuit de l'école l'Educational Bi-monthly, qui a pour but de publier l'actualité des pratiques éducatives auprès des enseignants ; le premier numéro est rédigé par John Dewey avec le titre Culture and Industry in Education,,.

##### Contexte tumultueux

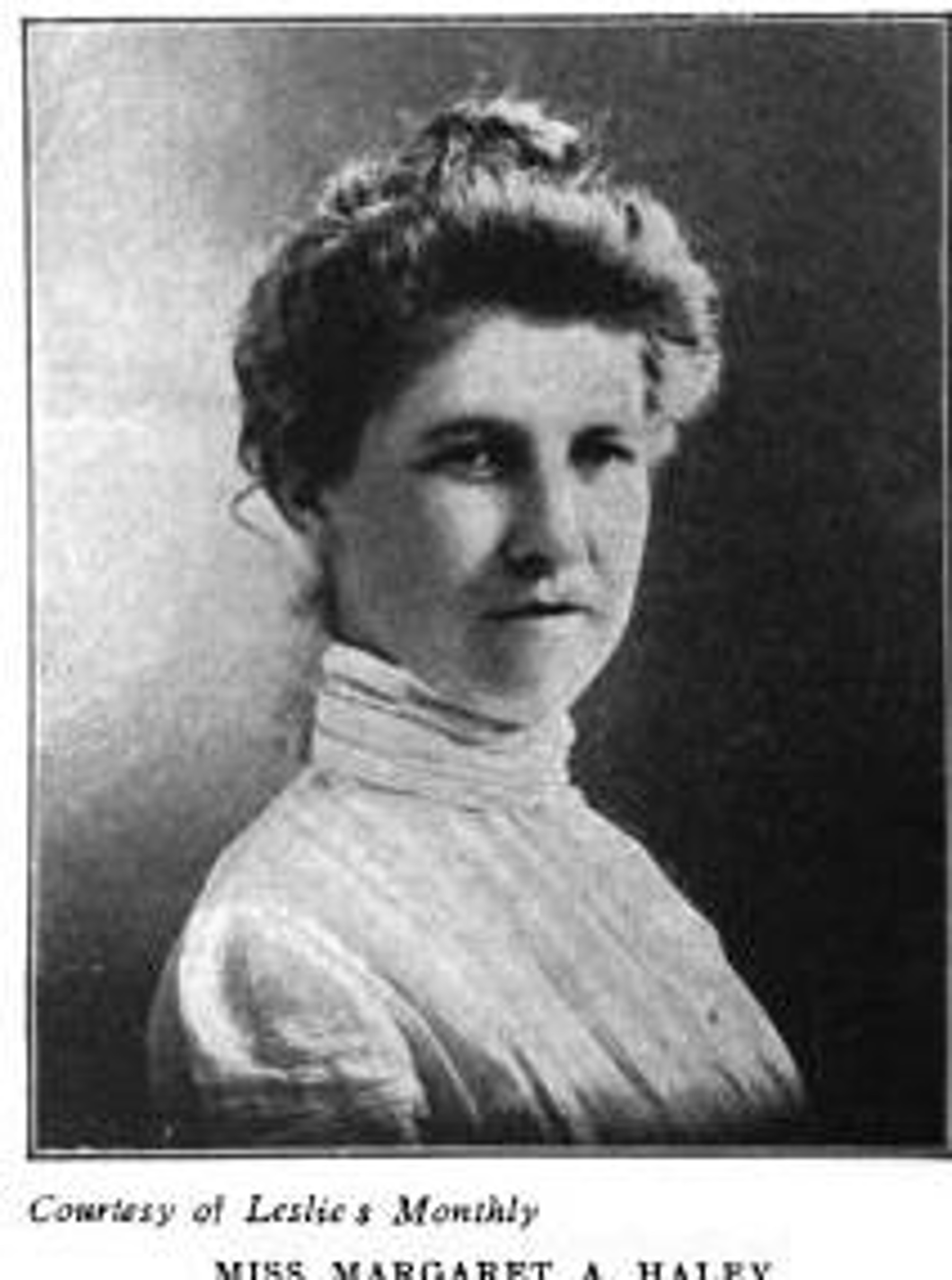
Photographie de Margaret A. Haley prise en 1904.

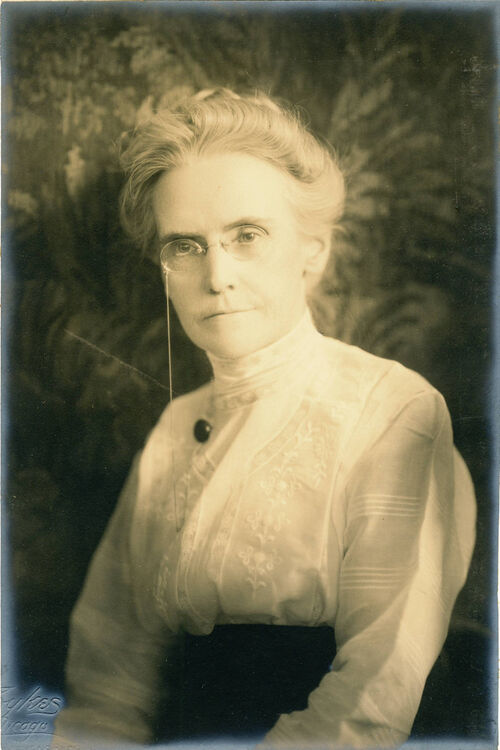
Catherine Goggin.

Depuis 1899, le syndicat majoritaire des enseignants de Chicago la Chicago Teachers Federation, dirigée par Margaret Haley et Catherine Goggin, est en guerre avec le Chicago Public Schools (Commission de l'enseignement de la ville de Chicago) qui se refuse à des augmentations de salaires pourtant promises car ses ressources financières sont épuisées à cause d'une politique fiscale défaillante de l'Illinois. L'autre motif de conflit avec cette même commission est une proposition de son président Edwin G. Cooley (en) de 1902, visant à mettre les enseignants sous la coupe de la Commission par un système d'évaluation individuelle réalisé par des inspecteurs nommés et rémunérés par elle, rapports d'inspection dont les contenus sont inaccessibles aux enseignants, et dont les conclusions décident de l'augmentation ou non des salaires des enseignants. La majorité des enseignants s'oppose à cette décision à cause du secret des évaluations. Ce mouvement d'opposition est soutenu par Jane Addams, administratrice de plusieurs syndicats. Malgré l'appui d'autres syndicats les revendications échouent, les buts atteints sont marginaux le mouvement s'arrête en 1905. Ella Flagg Young est indirectement impliquée dans les critiques pour modifier la réforme d'Edwin G. Cooley,.

##### Nouvel environnement politique
Lorsqu'en 1905, Edward Dunne est élu maire de Chicago, sa victoire est applaudie par l'ensemble des réformateurs et mouvements sociaux de Chicago dont la Chicago Teachers Federation. Dans son conseil municipal il nomme Jane Addams. Celle-ci demande à Edwin G. Cooley de réviser son plan de gestion des carrières des enseignants. Lorsque Jane Addams reçoit le nouveau projet, elle le soumet à Margaret Haley et à Ella Flagg Young qui lui donnent un avis défavorable. Face à l'entêtement d'Edwin G. Cooley, Jane Addams se résigne et vote pour l'adoption du projet par le conseil municipal de Chicago.

#### Direction de la Chicago Public Schools (1909-1915)

##### Élection et les nouvelles perspectives
En 1909, Edwin G. Cooley, malade, se retire de la Chicago Public Schools, ce qui permet à Ella Flagg Young d'y poser sa candidature. En juillet 1909, elle est élue à l'unanimité. C'est la première fois qu'une femme est élue à ce poste. Sa rémunération mensuelle de 10 000 $ fait d'elle la femme mieux payée du secteur public. Cette élection reflète également le souci des membres du bureau exécutif de la Chicago Public Schools de sortir des controverses, d'établir un climat d'apaisement. Un mois après son élection, se tient une conférence inaugurale dans laquelle Ella Flagg Young déclare que « les propositions issues de débats démocratiques seront l'orientation de sa direction », et qu'elle ne tient pas à imposer ses convictions. De fait, durant son mandat elle s'est conformée à cette déclaration,,.

##### Premières mesures
Parmi les premières décisions prises par Ella Flagg Young, il y a la suppression du secret des rapports d'inspection : désormais tout enseignant pourra consulter son dossier. Elle recommande qu'il y ait un calendrier précis des progressions de carrière, notamment en termes d'augmentation de salaires.
Avec les enseignants, elle commence une révision des programmes scolaires aussi bien de l'enseignement primaire que secondaire.
Toujours dans un esprit de prise de décisions démocratique, les cours s'ouvrent à de nouvelles matières comme la sténographie, le dessin industriel, la menuiserie, l'ébénisterie, le modélisme, les arts ménagers, les métiers de l'imprimerie.
En 1910, dans l'ensemble des grammar schools de Chicago est institué un repas de midi hebdomadaire d'un penny, préparé par les élèves qui suivent les cours d'arts ménagers.

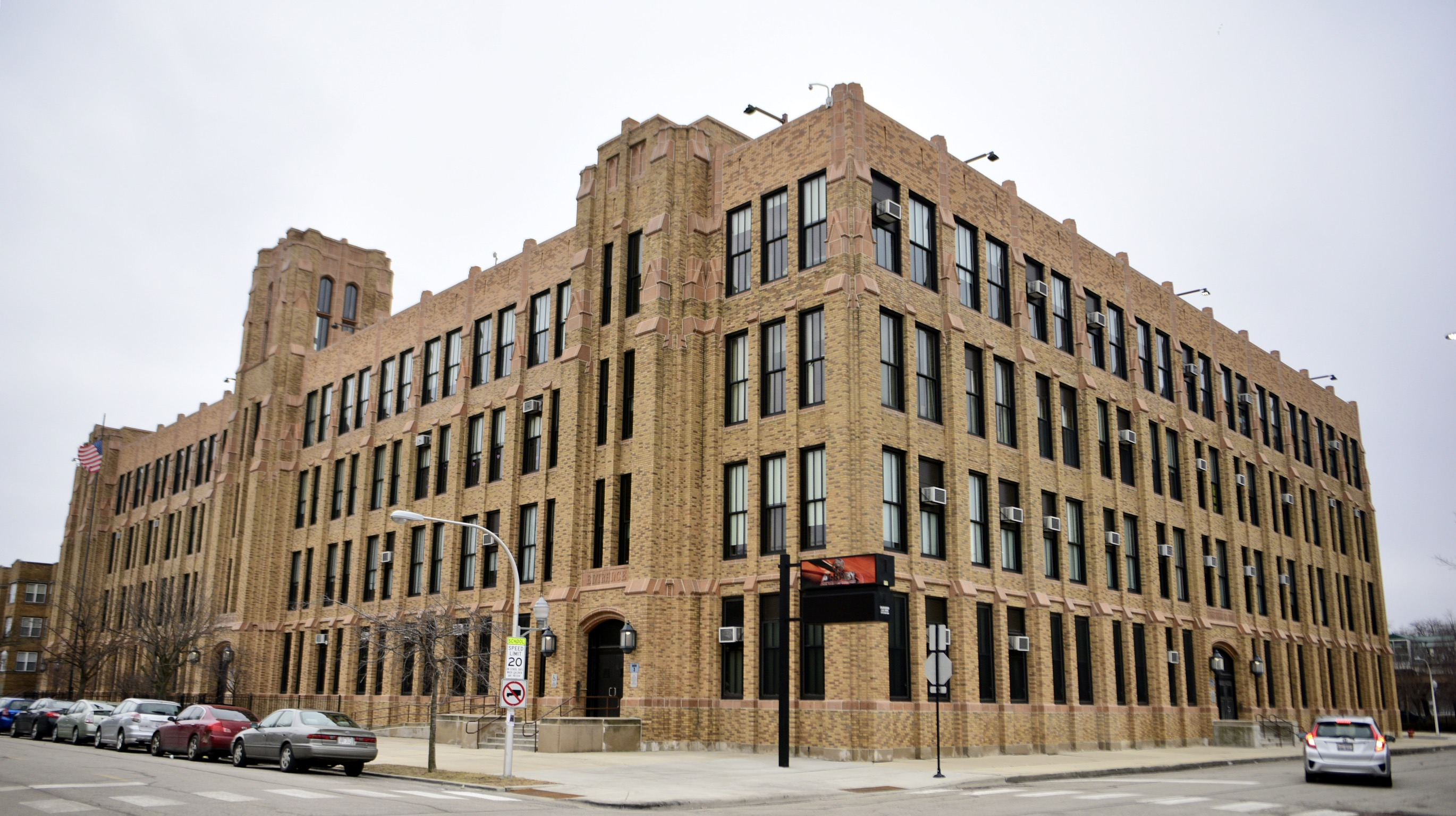
Lucy Flower Technical High School for Girls

En septembre 1911, sous l'impulsion d'Ella Flagg Young, s'ouvre un établissement d'enseignement secondaire technique pour les filles, la Lucy Flower Technical High School for Girls (en), Lors de son inauguration John Dewey déclare « L'école n'est pas une préparation à la vie, l'école est la vie ». Le nom de cet établissement est un hommage à Lucy Flower (en), une défenseure des droits de l'enfant. Cet établissement offre des spécialisations sur deux ou quatre ans, selon les matières, et les programmes sont semblables à ceux donnés aux garçons à la Crane High School (Chicago) (en),.

##### Renouvellement de son mandat

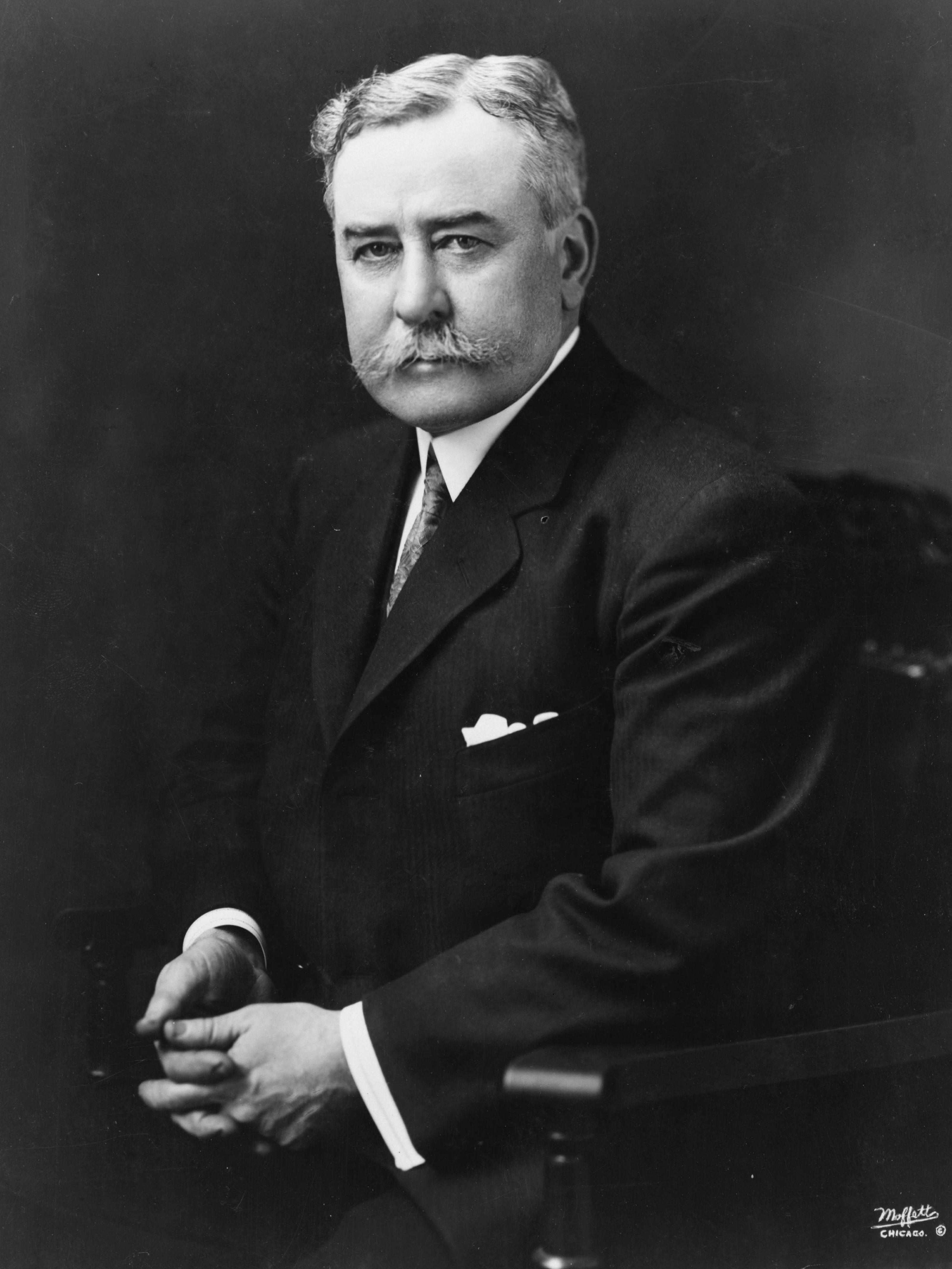
Carter Harrison, Jr.

Lorsque Carter Harrison, Jr. est élu maire de Chicago, il confirme le mandat d'Ella Flagg Young à la direction de la Chicago Public Schools, qui a été réélue auparavant. Progressivement, les tensions montent entre les nouveaux membres nommés par le maire et Ella Flagg Young. Il devient évident que le maire ne la soutient plus, que son appui premier n'était qu'une manœuvre. Parmi les nouveaux membres, l'opposant principal est William Rothmann. Ce dernier parvient en décembre 1912 à faire de sorte qu'Ella Flagg Young soit dessaisie de la commission de révision des programmes sous prétexte que ses recommandations ne seraient que des "lubies, des engouements passagers". Ella Flagg Young en est vivement irritée, elle déclare devant un groupe de journalistes « Chaque fois que j'entreprends quelque chose, il y a une commission pour me l'enlever des mains [...] au point que je me demande si la directrice est autorisée à faire quoi que ce soit ».

##### Démission

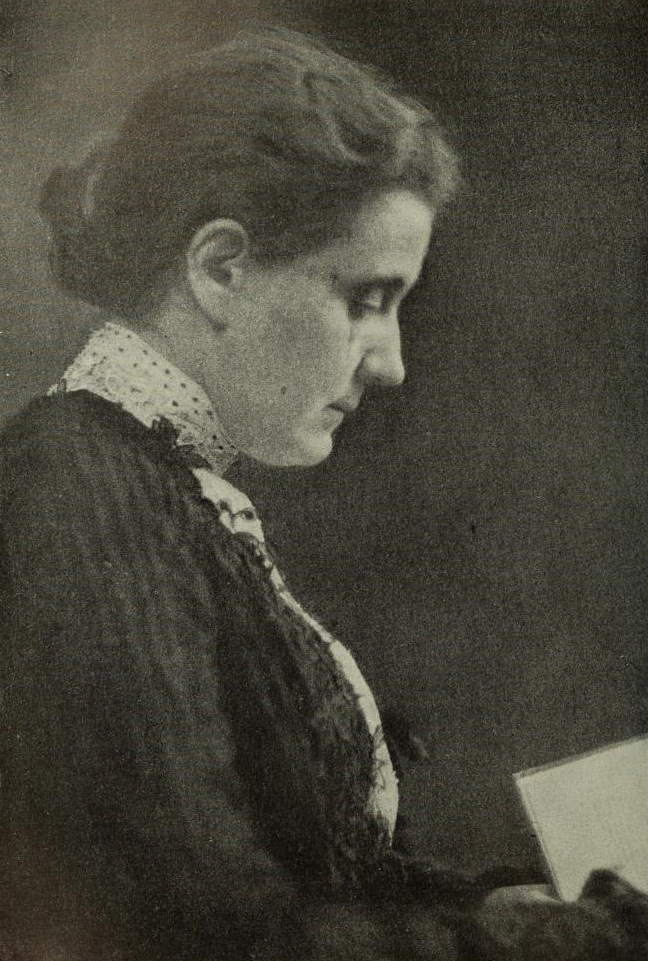
Photographie de Jane Addams prise en 1909.

En 1913, une coalition menée par William Rothmann se forme pour présenter un certain Peter Reinberg à l'élection de la direction de la Chicago Public Schools. Mais grâce à une alliance conduite par Jane Addams et Cornelia De Bey (en) Ella Flagg Young est réélue. Cornelia De Bey fustige la coalition « menée par une bande de politiciens médiocres ». Un des membres de la Chicago Public Schools, William A. Vincent écrit : « La démission forcée de madame Young serait la plus grande catastrophe possible qui pourrait arriver quant au sort des écoles publiques de Chicago ».
Cela dit, une nouvelle crise est à prévoir entre Carter Harrison, Jr. et Ella Flagg Young. Le conflit  est repris par la presse. Le Chicago Tribune informe ses lecteurs que madame Young fait partie de ses journalistes et qu'elle tiendra la chronique de l'éducation. Il la qualifie de « la plus éminente des femmes du domaine scolaire ». Malgré l'appui, les encouragements des enseignants, des milliers de parents d'élèves, des figures éminentes de Chicago et de l'Illinois comme Jane Addams, Harriet Vittum (en) de l'université Northwestern, Harriet Taylor Treadwell (en), présidente de la Chicago Political Equality League, du conseiller municipal James H. Lawley, le professeur George Herbert Mead, de Margaret Haley, et d'autres, Carter Harrison Jr. continue sa campagne de déstabilisation envers Ella Flagg Young.
De guerre lasse, Ella Flagg Young donne sa démission de la Chicago Public Schools le 1er juillet 1915,,.

#### Présidente de la National Education Association

##### Contexte difficile
La National Education Association (NEA) est la première organisation syndicale des enseignants. Elle est issue de la National Teachers Association fondée en 1857, qui en 1871 prend le nom de National Education Association. À la suite de son congrès de 1906, la National Education Association précise sa mission : promouvoir et défendre les valeurs et les intérêts des enseignants, des directeurs des écoles publiques, ainsi que ceux des collèges universitaires et universités, des journalistes et chroniqueurs spécialisés dans l'éducation,,.
La notoriété d'Ella Flagg Young attire l'attention de plusieurs membres de la National Education Association (NEA) qui voit en elle une future présidente. Ces membres lui rendent visite et lui exposent le pourquoi de leur requête : la direction de la NEA est au main d'une oligarchie qui suscite des oppositions fragmentées en factions, situation qui menace l'unité du syndicat, et selon eux la candidature d'Ella Flagg Young apaiserait les conflits. En réponse à ce plaidoyer, elle accepte de se présenter,,.
Elle remporte l'élection de 1910 avec une majorité écrasante, devenant ainsi la première femme élue à ce poste. À l'annonce de la nouvelle, selon plusieurs magazines et revues spécialisés à l'instar du Nebraska Teacher, écrivent que son élection est la meilleure chose qui pouvait arriver pour la gouvernance de la NEA,,,,,

##### Restructuration de la NEA
Dans la foulée de son élection, Ella Flagg Young se rend à San Francisco dans l'État de Californie où se tient une convention de la NEA, réunion envenimée par les propos acerbes de ses adversaires battus. Son discours apaise les débats, discours dans lequel elles pose les principes d'une gouvernance démocratique. Elle est finalement applaudie par l'assistance. Puis elle se rend à Boston dans l'État du Massachusetts où la NEA locale a contesté la validité de son élection, où là encore elle acquiert la confiance des membres,.
Ella Flagg Young, après avoir établi le nouveau fonctionnement du bureau exécutif de la NEA et assaini ses finances, estime qu'elle a rempli ce pourquoi elle a été élue et quitte la NEA en 1911 pour retourner à Chicago continuer son travail au sein de la Chicago Public Schools,.

#### Dernière fonction
En 1917, durant la première Guerre Mondiale, Ella Flagg Young est élue administratrice de la Women's Liberty Loan Committee. C'est après des conférences tenues au nom de la Women's Liberty Loan Committee dans le Wyoming et l'Utah alors qu'elle se rend par train à Washington qu'elle est frappée par les symptômes de la grippe espagnole dont elle meurt à son arrivée,.

#### Engagement féministe
Durant toute sa vie, Ella Flagg Young se bat pour le droit de vote des femmes. Elle enjoint les membres de la NEA à soutenir Woodrow Wilson qui fait campagne pour le suffrage universel et donc pour le droit de vote des femmes. Son féminisme, selon Jackie M. Blount, est l'un des fondements de ses écrits, de ses positions prises lors de ses différents postes et sa défense inlassable des enseignantes. Ainsi dans son essai, Isolation in the School, elle constate les écarts de salaires entre les enseignants et les enseignantes pour le même travail sous le prétexte qu'une enseignante bénéficie des revenus de son époux. Avec d'autres, elle lance un mouvement avec le slogan « à travail égal, salaire égal ». Régulièrement, elle fédère autour d'elle les figures éminentes de Chicago, plus spécialement les grandes leaders : Jane Addams, Margaret Haley et Anita McCormick Blaine (en). Elle libère le droit à la parole des enseignantes, le droit d'exprimer leurs créativités pédagogiques, de les inscrire dans des processus de prises de décisions démocratiques comme pour l'élaboration des programmes scolaires. Selon Jackie M. Blount, Ella Flagg Young a lié l'enseignement, le féminisme et le syndicalisme avec la conviction que c'est par une démocratisation de l'enseignement que les réformes sociales pourront se réaliser,,. 

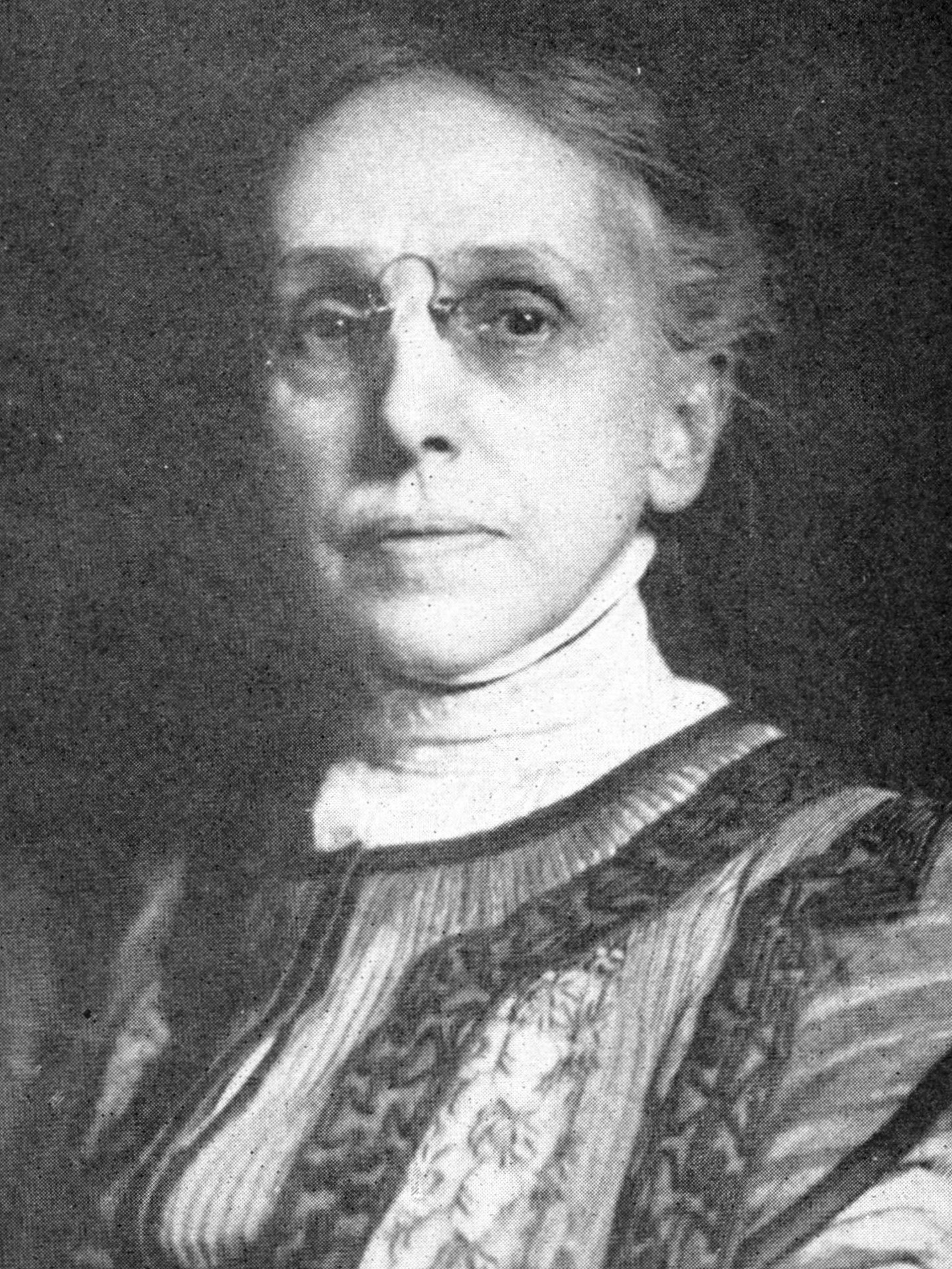
Photographie d'Ella Flagg Young prise en 1914.

### Vie privée
En 1862, Ella Flagg est endeuillée par la mort de sa mère. En 1868, Ella Flagg épouse un négociant, William Young, et ajoute à son nom celui de son époux. Ce dernier meurt en 1873 ; la même année, le père et la sœur aînée d'Ella Flagg Young sont emportés par la grippe. Par la suite, elle partage sa vie avec des femmes, sa relation la plus stable étant celle vécue avec pendant de nombreuses années avec Laura Brayton.
Ella Flagg Young meurt des suites de la grippe espagnole le 26 octobre 1918, à Washington (district de Columbia), à l'âge de 73 ans. Elle était le dernier membre de sa lignée familiale. Son patrimoine est évalué à 60 000 dollars.
À la suite de ses funérailles, sa dépouille est envoyée par train à Chicago. Le 28 octobre 1918, en hommage à Young, Chicago met ses drapeaux en berne et la salle du conseil d'administration du Chicago Board of Education (en) est drapée de noir. Son corbillard, malgré les mesures de restrictions, de confinements liées à l'épidémie, est suivi par ses proches et une compagnie de soldats appartenant à l'Illinois Reserve Militia (en) sous le commandement du capitaine Mannerid, le convoi se rend au Cimetière de Rosehill, où elle est inhumée,,.
La nécrologie publiée par le Journal of Education rappelle l'immense travail que Ella Flagg Young a mené dans le domaine de la pédagogie et pour la valorisation du rôle des enseignants, aux États-Unis et dans le monde.

## Œuvres

### Essais
- Isolation in the School, Chicago, Illinois, The University of Chicago press, 1901, 120 p. (OCLC 301343116, lire en ligne)[46],
- Ethics in the School, Chicago, The University of Chicago press, 1902, 56 p. (OCLC 681046761, lire en ligne),
- Some Types of Modern Educational Theory, Chicago, The University of Chicago Press, 1902, 78 p. (OCLC 1147861793, lire en ligne),
- Scientific Method in Education, Chicago, The University of Chicago Press, 1903, 20 p. (OCLC 276849779, lire en ligne),
- co-écrit avec  Walter Taylor Field, The Young and Field Advanced Literary Reader, Boston, Massachusetts, Ginn and Company (réimpr. 2012) (1re éd. 1916), 424 p. (ISBN 9781279377307, OCLC 3679028, lire en ligne),
- A Teacher's Manual to Accompany the Young and Field Literary Readers : Books One, Two and Three, Boston, Massachusetts, Ginn Company (réimpr. 2013) (1re éd. 1917), 308 p. (ISBN 9781236997265, OCLC 776285248),

### Articles
- « Saving Time in Elementary and Secondary Education », The Elementary School Teacher, vol. 4, no 2,‎ octobre 1903, p. 65-72 (8 pages) (lire en ligne),
- « Re-Examination of Teachers », The Elementary School Teacher, vol. 4, no 4,‎ décembre 1903, p. 247-249 (3 pages) (lire en ligne),
- « Interrelation of Functions in a City School System », The Journal of Education, vol. 63, no 14,‎ 5 avril 1906, p. 367-369 (3 pages) (lire en ligne),
- « The Proper Articulation of Technical Education within the System of Public Education », The Journal of Education, vol. 66, no 5,‎ 25 juillet 1907, p. 125 (1 page) (lire en ligne),
- « Dr. William T. Harris », The Journal of Education, vol. 66, no 10,‎ 12 septembre 1907, p. 255-257 (3 pages) (lire en ligne),
- « Present Educational Conditions », The Journal of Education, vol. 66, no 11,‎ 19 septembre 1907, p. 286 (1 page) (lire en ligne),
- « Recognition of Scientific Studies », The Journal of Education, vol. 66, no 12,‎ 26 septembre 1907, p. 315 (1 page) (lire en ligne),
- « Normal Schools Degrees », The Journal of Education, vol. 66, no 15,‎ 17 octobre 1907, p. 396 (1 page) (lire en ligne),
- « The School and the Practice of Ethics », The Journal of Education, vol. 68, no 4,‎ 16 juillet 1908, p. 110-111 (2 pages) (lire en ligne),
- « The Public High School », The School Review, vol. 18, no 2,‎ février 1910, p. 73-83 (11 pages) (lire en ligne),
- « Reviewed Work : The Education of Women. by Marion Talbot », American Journal of Sociology, vol. 16, no 1,‎ juillet 1910, p. 119-121 (3 pages) (lire en ligne),
- « Continuation Schools in Chicago », The Journal of Education, vol. 72, no 16,‎ 3 novembre 1910, p. 430-431 (2 pages) (lire en ligne),
- « Secularization », The Journal of Education, vol. 72, no 18,‎ 17 novembre 1910, p. 491 (1 page) (lire en ligne),
- « New Demands on Schools », The Journal of Education, vol. 72, no 17,‎ 10 novembre 1910, p. 453-454 (2 pages) (lire en ligne),
- « Office Assistance in the Schools », The Journal of Education, vol. 72, no 20,‎ 1er décembre 1910, p. 542-543 (2 pages) (lire en ligne),
- « Modern Languages in High Schools », The Journal of Education, vol. 76, no 22,‎ 5 décembre 1912, p. 597 (1 page) (lire en ligne),
- « The Vocational Craze », The Journal of Education, vol. 77, no 1,‎ 2 janvier 1913, p. 10 (1 page) (lire en ligne),
- « Chicago Report », The Journal of Education, vol. 78, no 18,‎ 13 novembre 1913, p. 485-487 (3 pages) (lire en ligne),
- « Democracy and Education », The Journal of Education, vol. 84, no 1,‎ 6 juillet 1916, p. 5-6 (2 pages) (lire en ligne),
- « Chicago's a Review », The Journal of Education, vol. 86, no 1,‎ 5 juillet 1917, p. 11-12 (2 pages) (lire en ligne),
- « For my Country's Service », The Journal of Education, vol. 86, no 18,‎ 15 novembre 1917, p. 482-483 (2 pages) (lire en ligne),